# ۱٬۱٬۱٬۳٬۳٬۳-هگزافلوروپروپان
۱،۱،۱،۳،۳،۳-هگزافلوروپروپان (به انگلیسی: 1,1,1,3,3,3-Hexafluoropropane) یک ترکیب شیمیایی است. شکل ظاهری این ترکیب، گاز بی‌رنگ است.